# 정주 이씨
정주 이씨(貞州李氏)는 개성시 개풍구역을 본관으로 하는 한국의 성씨이다. 시조 이세화(李世華)는 문과에 올라 고려의 여러 관직을 지내다 몽골의 침입을 막는데 공을 세워 예부시랑(禮部侍郞) 등에 올랐다.

## 참고 자료
- “정주이씨(貞州李氏)”. 뿌리를 찾아서.[깨진 링크(과거 내용 찾기)]